# Quinsac (Gironde)
Quinsac  egy francia település Gironde megyében az Aquitania régióban. Lakosainak száma 2216 fő (2022. január 1.).

## Földrajz
```
Quinsac 
Camblanes-et-Meynac
, 
Cadaujac
, 
Cambes
 és 
Isle-Saint-Georges
 községekkel határos.
```

## Adminisztráció
Polgármesterek:
- 2001–2020 Lionel Faye

## Demográfia
| Lakosok száma | 1422 | 1829 | 1866 | 1927 | 2129 | 2160 | 2189 | 2195 | 2214 | 2216 |
|               | 1968 | 1982 | 1990 | 2006 | 2013 | 2015 | 2017 | 2019 | 2020 | 2022 |

## Látnivalók
- Château Péconet
- Saint Pierre templom

## Testvérvárosok
- Steinenbronn Németország 1966-óta
- Le Rœulx Belgium 1962-óta
- Polla Olaszország 2009-óta